# 병풀
병풀(Centella asiatica, Indian pennywort) 또는 호랑이 풀은 한반도 남부 섬의 산이나 들에 흔히 나는 여러해살이풀이다. 원줄기는 옆으로 뻗고, 뿌리가 내리는 마디 근처에 2개의 퇴화된 비늘 모양의 잎이 있다. 잎은 마디에서 밀생하고, 신장형, 지름 2-5cm, 표면은 광택이 나고, 가장자리에 둔한 톱니가 있으며, 잎자루의 길이는 4-20cm이다. 꽃은 홍자색, 잎겨드랑이에 3-4송이씩 산형꽃차례로 달리며, 머리 모양이다. 암술대는 2갈래이며, 열매는 분과의 편원형이다.